# Wimbledon Championships 1957
Die 71. Auflage der Wimbledon Championships fand 1957 auf dem Gelände des All England Lawn Tennis and Croquet Club an der Church Road statt.
Königin Elizabeth II. besuchte das Turnier zum ersten Mal. Sie überreichte Althea Gibson, der ersten schwarzen Titelträgerin, den Siegerpokal.

## Herreneinzel
Lew Hoad besiegte im Finale Ashley Cooper und verteidigte damit seinen Titel.

## Dameneinzel
Bei den Damen setzte sich Althea Gibson gegen Darlene Hard durch.

## Herrendoppel
Im Herrendoppel siegten Althea Gibson und Darlene Hard.

## Damendoppel
Althea Gibson und Darlene Hard gewannen den Titel im Damendoppel.

## Mixed
Im Mixed siegten Darlene Hard und Mervyn Rose.

## Quelle
- J. Barrett: Wimbledon: The Official History of the Championships. Harper Collins Publishers, London 2001, ISBN 0-00-711707-8.